# Bad (canção de Wale)
"Bad" é uma canção do rapper norte-americano Wale, gravada para o seu terceiro álbum de estúdio The Gifted (álbum). Conta com a participação da cantora Tiara Thomas, que também escreveu a música com o primeiro interveniente e inclusive produziu-a com o auxílio de Kelson Camp. A 5 de Fevereiro de 2013 foi lançada como o primeiro single do disco através da Maybach Music Group. Até à data, o tema conseguiu atingir a 25.ª posição na Billboard Hot 100, tornando-se apenas no segundo a conseguir passar a barreira dos primeiros quarenta mais vendidos nos Estados Unidos, depois de "Lotus Flower Bomb".

## Faixas e formatos
| Descarga digital |                          |         |  |
| N.º              | Título                   | Duração |  |
| 1.               | "Bad" (com Tiara Thomas) | 4:18    |  |

## Desempenho nas tabelas musicais

### Posições
| Tabela musical (2013)                        | Melhor posição |
| -------------------------------------------- | -------------- |
| Estados Unidos - Billboard Hot 100<          | 21             |
| Estados Unidos - Billboard R&B/Hip-Hop Songs | 5              |
| Estados Unidos - Billboard Rap Songs         | 3              |

## Histórico de lançamento
| País           | Data                   | Formato          | Editora discográfica          |
| -------------- | ---------------------- | ---------------- | ----------------------------- |
| Estados Unidos | 5 de Fevereiro de 2013 | Descarga digital | Maybach Music Group, Atlantic |
| Irlanda        | 5 de Fevereiro de 2013 | Descarga digital | Maybach Music Group, Atlantic |
| Nova Zelândia  | 5 de Fevereiro de 2013 | Descarga digital | Maybach Music Group, Atlantic |

## Remistura
Foi lançada uma remistura oficial de "Bad" com a participação da cantora barbadense Rihanna. A música foi lançada na iTunes Store a 3 de Junho de 2013 e também irá constar no alinhamento do disco The Gifted como a sua versão original. A 10 de Maio de 2013, Rihanna colocou uma foto sua a trabalhar em estúdio com Wale através do serviço Instagram, sendo que mais tarde, foi confirmada a colaboração para uma remistura.

### Faixas e formatos
| Descarga digital |                             |         |  |
| N.º              | Título                      | Duração |  |
| 1.               | "Bad (Remix)" (com Rihanna) | 3:58    |  |

### Desempenho nas tabelas musicais

#### Posições
| Tabela musical (2013)              | Melhor posição |
| ---------------------------------- | -------------- |
| Estados Unidos - Billboard Hot 100 | 21             |

### Histórico de lançamento
| País           | Data               | Formato          | Editora discográfica    |
| -------------- | ------------------ | ---------------- | ----------------------- |
| Estados Unidos | 3 de Junho de 2013 | Descarga digital | Maybach Music, Atlantic |